# Герцогієла Селігера
Герцогієла Селігера (Herzogiella seligeri) — вид мохів порядку гіпнобрієвих (Hypnales).

## Поширення
Ареал охоплює такі частини світу: Європа, Північна Америка.
Населяє хвойні чи кленові деревини, гнилі колоди, основи дерев; на висотах від 300 до 1900 метрів.

## Характеристика
Рослини в тонких килимках від світло-зелених до жовтуватих. Стебла 1.5–3 мм ушир, від повзучих до висхідних. Листки широкорозпростерті в кілька рядів, не складчасті, 1–2.5 × 0.5–0.9 мм; поля зубчасті. Вид автоіктичний. Коробочкові ніжки від світло-коричневого до червоного, 1.5–2.5 см. Коробочка похила, від світло-коричневого до червонуватого кольору, циліндрична, сильно дугова, 2–3.5 × 0.5–0.8 мм. Спори 12–22 мкм.